# Thomas George Montgomerie
Colonel Thomas George Montgomerie (* 23. April 1830 in Ayrshire, Schottland; † 31. Januar 1878 in Bath, Somerset, England) war ein britischer Geodät und Offizier, der an der Großen Trigonometrischen Vermessung des Indischen Subkontinents in den 1850er-Jahren teilnahm. Er wurde bekannt als Leiter der native explorers (einheimischen Forscher), die die Grundlagen für die Kartierung insbesondere Tibets lieferten und später als Pundits bezeichnet wurden.

## Leben und Wirken

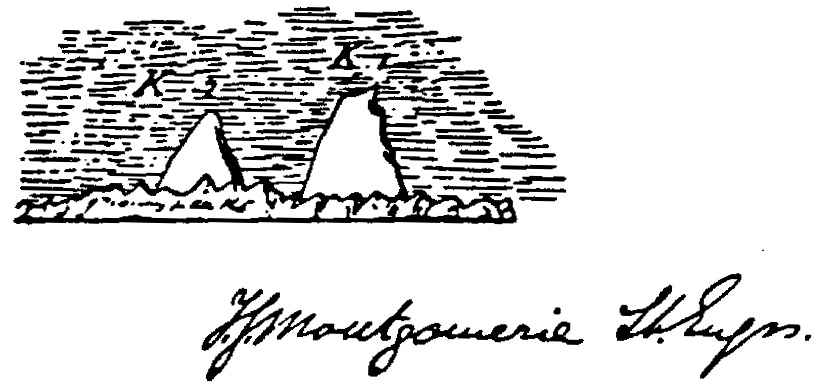
Von Montgomerie angefertigte Skizze des K1 (Masherbrum) und K2

Nach der Ausbildung am East India Company Military Seminary in Addiscombe sowie an der britischen Pionierschule, der Royal School of Military Engineering in Chatham, wurde er 1851 nach Indien entsandt. Dort diente er ein Jahr in Roorkee bei den Bengal Sappers, einem angesehenen Pionier-Regiment. Anschließend wurde er auf seinen Wunsch zum Great Trigonometrical Survey (Große Trigonometrische Vermessung) unter Colonel Andrew Scott Waugh abgeordnet. Er nahm an der Erstellung von Basislinien bei Attock und bei Karachi teil. 1855 wurde ihm sowohl die geodätische als auch topographische Vermessung des von einem Maharaja beherrschten Fürstenstaates Kashmir and Jammu übertragen, eines den Briten weitgehend unbekannten Gebiets, das von Jammu in einer Höhe von etwa 350 m bis zu den Achttausendern des Karakorum anstieg. Die Aufgabe umfasste nicht nur die anstrengende Vermessungsarbeit in weit über 5000 m hoch gelegenen Stationen, sondern auch, mit dem Maharaja und seinem Sohn freundliche Beziehungen zu unterhalten, was ihm allseitige Anerkennung einbrachte. Es gelang ihm auch, seine Vermessungstruppe unbeschadet durch den indischen Aufstand von 1857 zu bringen. Montgomerie erstellte im Winter 1858/59 im Hauptquartier des Dienstes in Dehradun eine Karte von Kashmir, die allerseits höchstes Lob bekam und bei einer Sitzung der Royal Geographical Society im Dezember 1859 ausgestellt wurde. Montgomerie schloss die Vermessung Kashmirs 1863 ab, musste dann aber aus gesundheitlichen Gründen nach England heimkehren.

### Die Vermessung derK-Bergeim Karakorum
Im Karakorum nummerierte er die markanten Gipfel von Westen aus durch und versah sie mit dem Präfix K (für „Karakorum“). Der zweithöchste Berg der Erde, der K2, trägt als einziger Gipfel über 8000 m immer noch diesen provisorischen Namen. Obwohl Montgomeries Vermessungen mit recht einfachen Mitteln und aus zum Teil erheblicher Entfernung durchgeführt wurden, stimmen seine Höhenangaben relativ exakt mit den heute akzeptierten überein. Die Höhe des K2 bestimmte er mit 8619 m nur drei Meter höher als die 1986 von Ardito Desio und Alessandro Caporali bestimmte Höhe von 8616 m und acht Meter höher als die heute üblicherweise angegebene Höhe von 8611 m.

### Vermessung jenseits der Grenzen Britisch-Indiens
Die Länder jenseits der Grenzen des britischen Einflussgebiets entlang der Bergketten des Himalaya, des Karakorum und des Hindukusch waren so gut wie unbekannt – und für Briten wie auch allgemein für Europäer verschlossen, während Händler und Pilger aus dem Himalaya und den angrenzenden Gebirgen die Grenzen weitgehend ungehindert überqueren konnten. Bereits 1860 kam Montgomerie daher auf die Idee, Einheimische in einfachen Vermessungstechniken zu schulen und entsprechend auszustatten, so dass aufgrund ihrer heimlich angestellten Beobachtungen nach ihrer Rückkehr in Dehradun entsprechende Karten angefertigt werden konnten. Abdul Hamid unternahm 1863 die erste Reise nach Yarkant, dessen Lage er erstmals genau bestimmte. Er kam auf dem Rückweg kurz vor Leh um, das von ihm erstellte Material konnte aber gerettet werden. Montgomerie schickte weitere einheimische Forscher auf Reisen in die verschlossenen Gebiete, unter anderem Nain Singh, der unter seinem Decknamen Pundit berühmt wurde, so dass Pundit zur Bezeichnung aller native explorers wurde.
Nach seiner Rückkehr nach Indien wurde Montgomerie 1867 zum Leiter der Himalaya Survey in Uttarakhand ernannt und als Offizier in charge trans-Himalayan exploring parties zum Leiter der Ausbildung und der weiteren Reisen der Pundits bestellt. Montgomerie führte dieses Program fort, bis er 1873 aus gesundheitlichen Gründen endgültig nach England zurückkehren musste.
Er schied 1876 im Rang eines Colonel aus dem Militärdienst aus.

## Ehrungen
Montgomerie war Fellow der Royal Geographical Society. 1865 wurde ihm die Founder’s Medal der Royal Geographical Society verliehen. 1872 wurde er Fellow der Royal Society, Er war Ehrenmitglied der italienischen und anderer geographischer Gesellschaften. 1875 nahm er als Vertreter Großbritanniens und Indiens sowie der Royal Geographical Society an dem Geographischen Kongress in Paris teil.

## K-Berge
Unter der Leitung von Montgomerie wurde im Karakorum insgesamt 32 schneebedeckte Gipfel nummeriert (K1 – K32) und vermessen. Die Vermessungsgeräte wurden dabei unter anderem auf einem etwa 4875 Meter hohen Westgipfel (Station Peak) des Berges Haramukh (Koordinaten: 34° 24′ N, 74° 54′ O) im nordwestlichen Himalaya aufgestellt; von hier aus erblickte Montgomerie als erster den K2. Die Nummerierung folgt mit einigen Ausnahmen dem sich dort ergebenden Panorama von links nach rechts.
| K-Name | Gebräuchlicher Name       | Höhe   | Position             |
| ------ | ------------------------- | ------ | -------------------- |
| K1     | Masherbrum                | 7821 m | 35° 38′ N, 76° 18′ O |
| K2     | K2                        | 8611 m | 35° 53′ N, 76° 31′ O |
| K3     | Gasherbrum IV             | 7932 m | 35° 46′ N, 76° 37′ O |
| K3a    | Gasherbrum III            | 7932 m | 35° 46′ N, 76° 38′ O |
| K4     | Gasherbrum II             | 8034 m | 35° 46′ N, 76° 39′ O |
| K5     | Hidden Peak, Gasherbrum I | 8080 m | 35° 44′ N, 76° 42′ O |
| K6     | Chogolisa                 | 7668 m | 35° 37′ N, 76° 34′ O |
| K12    | K12                       | 7428 m | 35° 17′ N, 77° 0′ O  |
| K13    | Dansam                    | 6666 m | 35° 12′ N, 76° 45′ O |
| K32    | Mamostong Kangri          | 7516 m | 35° 8′ N, 77° 35′ O  |

Problematisch ist, dass sich nachfolgende Forscher nicht an Montgomeries System gehalten haben. Der Great Trigonometric Survey hat in seinen Listen die Berge des Karakorum als Karakuram (sic) No. “N” geführt. Die hierfür verwendeten Zahlen entsprechen jedoch nicht Montgomeries ursprünglicher Nummerierung, der K2 trägt z. B. die Nummer Karakuram No. 13, der Gasherbrum I die Nummer Karakuram No. 9, die Chogolisa die Nummer Karakuram No. 8. Vermutlich geht die Bezeichnung des Berges K6 auf diese Nummerierung zurück.